# David Doyle
David Fitzgerald Doyle (Lincoln, 1º dicembre 1929 – Los Angeles, 26 febbraio 1997) è stato un attore statunitense, noto soprattutto per aver interpretato il ruolo di John Bosley nella serie televisiva Charlie's Angels.

## Biografia
Figlio dell'avvocato Lewis Raymond Doyle e di Mary Ruth Fitzgerald, David Doyle studiò alla Campion High School di Prairie du Chien (Wisconsin), dove si diplomò nel 1947.
Interprete inizialmente teatrale, apparve sul palcoscenico in numerosi lavori, tra i quali da ricordare Il Tartufo di Molière, nel quale interpretò il ruolo del capofamiglia Orgon, nell'adattamento del poeta Richard Wilbur messo in scena al Fred Miller Theater di Milwaukee. Successivamente lavorò in diverse occasioni a Broadway durante gli anni sessanta.
La sua fama è principalmente legata al personaggio di John Bosley nel telefilm Charlie's Angels, di cui Doyle interpretò tutti i 110 episodi della serie, dal 1976 al 1981. Successivamente, dal 1991 fino alla morte, prestò la sua voce dal ruvido timbro al personaggio di Lou Pickles, il nonno della serie televisiva a cartoni animati Rugrats.
Morì a Los Angeles il 26 febbraio 1997, all'età di 67 anni, per un attacco cardiaco.

## Filmografia parziale

### Cinema
- Divieto d'amore (Happy Anniversary), regia di David Miller (1959)
- Non si maltrattano così le signore (No Way to Treat a Lady), regia di Jack Smight (1968)
- L'uomo dalla cravatta di cuoio (Coogan's Bluff), regia di Don Siegel (1968)
- Sento che mi sta succedendo qualcosa (The April Fools), regia di Stuart Rosenberg (1969)
- Loving - Gioco crudele (Loving), regia di Irvin Kershner (1970)
- È ricca, la sposo e l'ammazzo (A New Leaf), regia di Elaine May (1971)
- La mortadella, regia di Mario Monicelli (1971)
- Nuovo anno, nuovo amore (Ginger in the Morning), regia di Gordon Wiles (1974)
- Squadra d'assalto antirapina (Vigilante Force), regia di George Armitage (1976)
- Capricorn One, regia di Peter Hyams (1978)
- Chi vive in quella casa? (The Comeback), regia di Pete Walker (1978)
- L'ultima Salomè (Salome's Last Dance), regia di Ken Russell (1988)
- Le straordinarie avventure di Pinocchio (The Adventures of Pinocchio), regia di Steve Barron (1996) – voce

### Televisione
- Kojak – serie TV, episodio 2x12 (1974)
- Ellery Queen – serie TV, episodio 1x01 (1975)
- Charlie's Angels – serie TV, 110 episodi (1976-1981)
- Fantasilandia (Fantasy Island) – serie TV, episodio 1x14 (1978)
- Love Boat (The Love Boat) – serie TV, 6 episodi (1978-1987)
- Il grigio e il blu (The Blue and the Gray), regia di Andrew V. McLaglen – miniserie TV, 3 puntate (1982)
- La signora in giallo (Murder, She Wrote) – serie TV, episodio 1x16 (1985)
- General Hospital – soap opera, 10 puntate (1985-1986)

## Doppiatori italiani
Nelle versioni in italiano delle opere in cui ha recitato, David Doyle è stato doppiato da:
- Cesare Barbetti in Divieto d'amore
- Gianni Marzocchi in È ricca, la sposo e l'ammazzo
- Luciano De Ambrosis in Ellery Queen
- Gianfranco Bellini in Charlie's Angels
- Sergio Matteucci in General Hospital
- Armando Bandini in La mortadella
- Renato Mori in Capricorn One
- Paolo Lombardi ne La signora in giallo

Da doppiatore è sostituito da:
- Oreste Lionello in Le straordinarie avventure di Pinocchio
- Walter Peraro ne I Rugrats